# Hugo Grócio
Hugo Grotius, Hugo de Groot, Huig de Groot ou Hugo Grócio (Delft, 10 de abril de 1583 – Rostock, 28 de agosto de 1645) foi um jurista a serviço da República dos Países Baixos. É considerado o fundador, junto com Francisco de Vitória e Alberico Gentili, do Direito internacional, baseando-se no Direito natural. Foi também filósofo, dramaturgo, poeta e um grande nome da apologética cristã.
Era filho de Jan de Groot, curador da Universidade de Leiden. Sua obra mais conhecida é De iure belli ac pacis (Das leis de guerra e paz, 1625), na qual aparecem os conceitos de guerra justa e de direito natural.

## Biografia
Menino prodígio, começou a compor versos aos oito anos e com onze anos entrou para a Universidade de Leida para estudar Direito. Doutorou-se em 1598, em 5 de maio, na Universidade de Orléans, ao acompanhar a uma missão diplomática à França Johan van Oldenbarnevelt (advogado, então Primeiro-Ministro dos Países Baixos Unidos. Henrique IV, rei da França, comentou que Grócio, que tinha 15 anos, era o verdadeiro "milagre da Holanda").
Em 13 de dezembro de 1599 passou a trabalhar como jurista em Haia. Tornou-se historiador em latim dos assuntos de seu país e praticou direito com os mercadores e comerciantes da Companhia das Índias Ocidentais e com van Oldenbarnevelt. Em 1604, tornou-se conselheiro legal do príncipe Maurício de Nassau.
Em 1609, publicou, anonimamente, Mare Liberum ('Mar livre' ou 'Liberdade dos Mares'), em defesa da livre navegação nos mares. Acredita-se que, originalmente, o texto integrasse um parecer jurídico encomendado a Grócio, no início do século, pela direção da Companhia Holandesa das Índias Orientais, sobre a questão do direito de acesso da Companhia ao comércio nas Índias. De fato, o texto surge numa época de conflitos, em relação ao comércio marítimo, que envolviam Portugal e  Espanha (que reivindicavam o monopólio dos mares descobertos), além da Inglaterra (que  defendia a soberania sobre as águas ao redor das Ilhas Britânicas), de um lado, e, de outro lado, a República das Sete Províncias Unidas dos Países Baixos, que postulava a internacionalidade das águas oceânicas.
Nos últimos meses de 1604 e no início de 1605 escreveu De Jure Praedae ("Sobre a lei do Apresamento"). Em 1607, foi nomeado Procurador Geral e primeiro Fiscal Público dos tribunais da Holanda, Zelândia e Frísia do Oeste. Em 1608, casou-se com Maria van Reigersberch (de quem nasceram quatro filhos e três filhas).
Em 1613, foi promovido a governador da cidade de Rotterdam, o que lhe dava assento nos Estados da Holanda e nos Estados Gerais dos Países Baixos Unidos. Em 1617, tornou-se membro do Comitê de Conselheiros do Partido Arminiano. Em agosto, surgiu um conflito entre os Estados Gerais (arminianos) e a Holanda (calvinista).

Hugo Grócio

Em 1618, após um inesperado golpe de Estado calvinista, foi preso com van Oldenbarnevelt e Rombout Hoogerbeets (pensionário de Leyden) em nome dos novos Estados Gerais. Havia apoiado o parlamento holandês e van Oldenbarnevelt em sua disputa com Maurício de Nassau, e com a ascensão deste último, acabou preso. Em 1619, um tribunal especial de 24 juízes julgou os prisioneiros políticos, sentenciando à morte Van Oldenbarnevelt (executado em 13 de maio de 1619) e Grócio e Hoogerbeets à prisão perpétua no castelo de Loevestein. Em 1620, um segundo julgamento declarou Grócio culpado de traição (laesa majestas). Vendo-se perdido, empreende, com ajuda de sua mulher, uma fuga espetacular, escondendo-se numa arca de livros, e escapa para Amsterdam; de lá, segue para Paris.
Em Paris, em 1625, foi publicado seu De Jure Belli Ac Pacis, que o consagra como o Pai do Direito Internacional. Depois de 1631, voltou à Holanda, em desafio a sua condição de prisioneiro fugido, e praticou advocacia em Amsterdam. Ofereceram-lhe ser Governador Geral da Companhia Holandesa das Índias Ocidentais na Ásia.
Sua vida permaneceu aventurosa, pois, em 1632, foi prometida a quantia de 2 000 guildes como prêmio por sua cabeça, obrigando-o a fugir em abril para Hamburgo, na Alemanha, onde passou três anos. Em 1634, o conde Axel Oxenstierna o nomeou Embaixador da Suécia em Paris. Começou a trabalhar em Paris em 1635, ajudando a negociar um tratado para dar fim à Guerra dos Trinta Anos. Ficou ali até ser chamado de volta em 30 de dezembro de 1644 por carta da rainha Cristina. Deixou Paris com a família, partindo para Estocolmo, mas em agosto seu navio naufragou no Báltico e teve que aportar em Lubeck em outro barco, oito dias depois, dadas as severas tempestades. Morreu de exaustão em Lubeck, na Alemanha. Sua palavras finais teriam sido: «Mesmo tendo compreendido muitas coisas, nada realizei.»
Um dos teóricos do direito natural do final século XVI e início do século XVII, Grócio definiu o direito natural como um julgamento perceptivo no qual as coisas são boas ou más por sua própria natureza. Com isso rompia com os ideais calvinistas pois Deus não mais seria a única fonte ou origem de qualidades éticas. Tais coisas que por sua própria natureza são boas e más estavam associadas com a natureza do Homem. Ora, a República Holandesa tinha sido fundada com base em princípios de tolerância religiosa mas tinha se tornado uma teocracia calvinista. Como humanista e patriota holandês, Grócio teve problemas com o calvinismo. Tais disputas diziam respeito às leis internacionais da guerra e a questões de paz e justiça. Famoso por suas teorias sobre o direito natural, foi sobretudo considerado grande teólogo. Embora escrevesse ocasionalmente sobre o cristianismo e a religião, sua intenção era escrever sobre direito independentemente de suas opiniões religiosas.
Os trabalhos em que descreve sua concepção do direito natural são De Jure Praedae (Comentário sobre a lei do apresamento e botim) e De Jure Belli ac Pacis ("Sobre a Lei de Guerra e Paz"). Este último, publicado em 1625, é uma versão aumentada do primeiro, mas só foi republicado em 1868, quando professores da Universidade de Leiden descobriram o manuscrito. O capítulo 12 da obra, publicado separadamente em 1609 como De Mare Liberum ("Sobre a Liberdade dos Mares"), discutia os direitos de Inglaterra, Espanha e Portugal sobre os mares. Ocorre que, se esses países pudessem legitimamente governar e dominar os mares, os holandeses estariam impedidos de navegar às Índias Ocidentais. Grócio argumentava que a liberdade dos mares era um aspecto primordial na comunicação entre os povos e nações, e que nenhum país poderia monopolizar o controle do oceano, dada sua imensidão e falta de limites estabelecidos. Seu argumento deve ser entendido, portanto, a partir do notável desenvolvimento do comércio internacional que marca o século XVII e no âmbito de uma polêmica jurídica (1603-1625), cujo motor são os interesses comerciais neerlandeses nas Índias Orientais que colocaria, de um lado, a tese  do Mare Liberum, em favor dos interesses da Holanda, e de outro, a tese do Mare Clausum (assumida principalmente pelo português Frei Serafim de Freitas, ligado à Universidade de Valladolid, e por outros juristas lusitanos ou ingleses), favorável à legitimação do domínio dos mares então descobertos - o que se traduziria em monopólio da navegação  nos mares das Índias para as embarcações ibéricas  e inglesas. Freitas advogava, portanto, o direito ao uso exclusivo dos mares, respeitando-se apenas os limites fixados no Tratado de Tordesilhas e proibindo-se o livre acesso aos navios estrangeiros, enquanto Hugo Grócio irá falar em uma sociedade internacional baseada no Direito Internacional e fundada em regras de convivência baseadas no consenso.
A posição de Grócio prevaleceu sobre as alegações de Serafim de Freitas e do inglês John Selden. Entretanto, historiadores e estudiosos questionam o papel da sua obra De Mare Liberum, por ser contemporânea de uma disputa entre a Companhia das Índias Orientais e Portugal, com interveniência da Santa Sé, relativamente ao aprisionamento de uma nau portuguesa em Java. Esse episódio estaria na origem da criação de De Mare Liberum, naquele que é reconhecido hoje como o maior tratado escrito por Grócio, reconhecido como sendo o pai do Direito Internacional Público. De recordar, o papel preponderante da Igreja Católica, à época, e a influência dos contributos das nações à Santa Sé sobre a posição desta: no século XVII, os Países Baixos e o Reino Unido praticavam a pirataria, tanto em alto mar como nas colônias, com o consentimento das respectivas Coroas e pagando elevados estipêndios ao Vaticano (ainda que subrepticiamente, dadas as diferenças religiosas). Assim, a posição holandesa acabaria por prevalecer. Ademais, naquela altura, as Coroas portuguesa e espanhola debatiam-se com graves problemas internos, o que contribuiu para o seu enfraquecimento não só em termos de representação em Roma, como também na defesa das suas colónias.
Pouco depois, Grócio se envolveu com disputas com os calvinistas, pois sua posição era contrária à predestinação e defendia o livre arbítrio. Não deixou de argumentar mesmo em público que o calvinismo poderia acarretar perigos políticos e religiosos para o protestantismo em geral. Tentou imaginar uma fórmula para a paz que não chocasse contra o calvinismo, mas falhou e acabou até preso.
Segundo ele, todo direito devia ser dividido entre o que é divino e o que é humano. Distingue entre as leis primárias e as leis secundárias da Natureza. As primeiras, são leis que expressam completamente a vontade divina. As segundas, são leis e regras dentro do âmbito da razão. Grócio discute a guerra como modo de proteger os direitos e punir os erros. É um dos modos do procedimento judicial. Embora a guerra possa ser considerada um mal necessário, é necessário que seja regulada. A guerra justa, aos olhos de Grócio, é uma guerra para obter um direito. Discute três meios de se resolver uma disputa pacificamente: o primeiro é a conferência e a negociação entre dois rivais ou contestantes. O segundo método é chamado compromisso ou um acordo em que cada um dos lados abandona certas exigências e faz concessões. O terceiro é por combate ou por tirar a sorte. Para Grócio, seria melhor por vezes renunciar a alguns direitos do que tentar exigi-los pela força. No que se refere à barganha e mediação, sustenta que em cada um dos métodos acima é da maior importância escolher um juiz com caráter e decência. Discute os métodos de conseguir paz e no final obter alguma forma de justiça, e diz: «Porque a justiça traz paz de consciência enquanto a injustiça causa tormento e angústia… A justiça é aprovada, e a injustiça condenada, pela concordância comum dos homens bons.» (Prolegomena).
Para Grócio as leis morais deviam se aplicar tanto ao indivíduo quanto ao Estado. Embora fosse conservador em suas opiniões, suas ideias sobre guerra, conquista e a lei da natureza continuaram a ser bem consideradas e expandidas por filósofos mais liberais como John Locke em seus Dois Tratados sobre o Governo (1689). Locke concorda com Grócio ao usar o artifício analítico de um estado da natureza existente antes do governo civil e ao declarar que o poder e a força não criam direito e ainda que guerras justas têm por finalidade preservar direitos.
Grócio ajudou a formar o conceito de sociedade internacional, uma comunidade ligada pela noção de que Estados e seus governantes têm leis que se aplicam a todos eles. Todos os homens e as nações estão sujeitos ao Direito internacional, e a comunidade internacional se mantém coesa por acordos escritos e pelos costumes.

## Bibliografia (seleção)

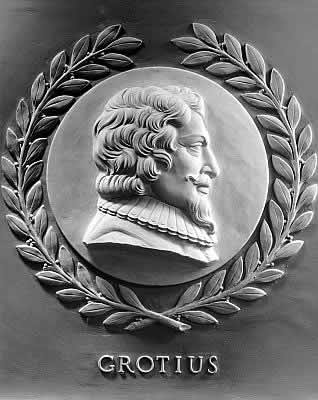
Baixo-relevo em mármore de Hugo Grotius entre 23 relevos de grandes legisladores históricos na Câmara dos Representantes dos Estados Unidos no Capitólio dos Estados Unidos

Annotationes ad Vetus Testamentum (1732)